# Olympische Jugend-Winterspiele 2020/Teilnehmer (Bosnien und Herzegowina)
| Gelbes Symbol für Goldmedaillen mit stilisierten Olympischen Ringen | Graues Symbol für Silbermedaillen mit stilisierten Olympischen Ringen | Braundes Symbol für Bronzemedaillen mit stilisierten Olympischen Ringen |
| ------------------------------------------------------------------- | --------------------------------------------------------------------- | ----------------------------------------------------------------------- |
| —                                                                   | —                                                                     | —                                                                       |

Bosnien und Herzegowina nahm an den Olympischen Jugend-Winterspielen 2020 in Lausanne mit neun Athleten (sechs Jungen und drei Mädchen) in vier Sportarten teil.

## Teilnehmer nach Sportarten

### Biathlon
| Athleten       | Wettbewerbe   | Zeit        | Fehler       | Rang |
| -------------- | ------------- | ----------- | ------------ | ---- |
| Jungen         |               |             |              |      |
| Uroš Lalović   | 7,5 km Sprint | 24:11,4 min | 4 (1+3)      | 79   |
| Uroš Lalović   | 12 km Einzel  | 45:37,6 min | 10 (3+4+2+1) | 90   |
| Davor Škipina  | 7,5 km Sprint | 25:11,0 min | 6 (3+3)      | 86   |
| Davor Škipina  | 12 km Einzel  | 49:45,8 min | 15 (4+4+3+4) | 95   |
| Aleksa Vuković | 7,5 km Sprint | DNF         | DNF          | DNF  |
| Aleksa Vuković | 12 km Einzel  | 38:11,0 min | 3 (2+0+1+0)  | 26   |

### Rennrodeln
| Athlet      | Wettbewerb | Lauf 1   | Lauf 1 | Lauf 2   | Lauf 2 | Gesamt       | Gesamt |
| Athlet      | Wettbewerb | Zeit     | Rang   | Zeit     | Rang   | Zeit         | Rang   |
| ----------- | ---------- | -------- | ------ | -------- | ------ | ------------ | ------ |
| Jungen      |            |          |        |          |        |              |        |
| Hamza Pleho | Einsitzer  | 56,334 s | 22     | 56,303 s | 18     | 1:52,637 min | 21     |

### Ski Alpin
| Athleten      | Wettbewerbe  | 1. Lauf     | 1. Lauf | 2. Lauf     | 2. Lauf | Gesamt      | Gesamt |
| Athleten      | Wettbewerbe  | Zeit        | Rang    | Zeit        | Rang    | Zeit        | Rang   |
| ------------- | ------------ | ----------- | ------- | ----------- | ------- | ----------- | ------ |
| Jungen        |              |             |         |             |         |             |        |
| Alen Bičakčić | Riesenslalom | 1:15,09 min | 51      | 1:14,06 min | 45      | 2:29,15 min | 46     |
| Alen Bičakčić | Slalom       | 45,15 s     | 44      | DNF         | DNF     | DNF         | DNF    |
| Mädchen       |              |             |         |             |         |             |        |
| Esma Alić     | Riesenslalom | 1:13,74 min | 44      | DNF         | DNF     | DNF         | DNF    |
| Esma Alić     | Slalom       | DNF         | DNF     | DNF         | DNF     | DNF         | DNF    |

### Skilanglauf
| Athleten        | Wettbewerbe     | Qualifikation | Qualifikation | Viertelfinale | Viertelfinale | Halbfinale    | Halbfinale    | Finale        | Finale        | Rang |
| Athleten        | Wettbewerbe     | Zeit          | Rang          | Zeit          | Rang          | Zeit          | Rang          | Zeit          | Rang          | Rang |
| --------------- | --------------- | ------------- | ------------- | ------------- | ------------- | ------------- | ------------- | ------------- | ------------- | ---- |
| Jungen          |                 |               |               |               |               |               |               |               |               |      |
| Đorđe Santrač   | 10 km klassisch | –             | –             | –             | –             | –             | –             | 36:17,3 min   | 74            | 74   |
| Đorđe Santrač   | Sprint Freistil | 4:06,17 min   | 75            | ausgeschieden | ausgeschieden | ausgeschieden | ausgeschieden | ausgeschieden | ausgeschieden | 75   |
| Đorđe Santrač   | Langlauf-Cross  | 5:12,98 min   | 71            | ausgeschieden | ausgeschieden | ausgeschieden | ausgeschieden | ausgeschieden | ausgeschieden | 71   |
| Mädchen         |                 |               |               |               |               |               |               |               |               |      |
| Vesna Pantić    | 5 km klassisch  | –             | –             | –             | –             | –             | –             | 24:02,5 min   | 75            | 75   |
| Vesna Pantić    | Sprint Freistil | 4:14,42 min   | 81            | ausgeschieden | ausgeschieden | ausgeschieden | ausgeschieden | ausgeschieden | ausgeschieden | 81   |
| Vesna Pantić    | Langlauf-Cross  | 7:51,94 min   | 79            | ausgeschieden | ausgeschieden | ausgeschieden | ausgeschieden | ausgeschieden | ausgeschieden | 79   |
| Sara Plakalović | 5 km klassisch  | –             | –             | –             | –             | –             | –             | 20:45,4 min   | 69            | 69   |
| Sara Plakalović | Sprint Freistil | 3:26,64 min   | 66            | ausgeschieden | ausgeschieden | ausgeschieden | ausgeschieden | ausgeschieden | ausgeschieden | 66   |
| Sara Plakalović | Langlauf-Cross  | 6:02,45 min   | 60            | ausgeschieden | ausgeschieden | ausgeschieden | ausgeschieden | ausgeschieden | ausgeschieden | 60   |